# Rafael Gratj
Rafael Davidovitj Gratj (ryska: Рафаель Давидович Грач), född 6 augusti 1932, död 28 juli 1982, var en sovjetisk skridskoåkare.
Gratj blev olympisk bronsmedaljör på 500 meter vid olympiska vinterspelen 1960 i Squaw Valley.